# Cassidy Rae
Cassidy Rae Joyce (Tucson, 7 juni 1976) is een Amerikaanse voormalige actrice. Ze is vooral bekend van de televisieseries Models, Inc. en Hyperion Bay.

## Biografie
Cassity Rae werd geboren op 7 juni 1976 in Tucson (Arizona) en verhuisde met haar ouders daarna al snel naar Clermont.
Op 14-jarige leeftijd werd ze ontdekt en kreeg ze een gastrol in de Nickelodeon-sitcom Clarissa Explains It All. Toen ze 16 was verhuisde ze met haar moeder Amy naar Los Angeles om een acteercarrière uit te bouwen. Na enkele afleveringen in Days of our Lives werd ze gecast voor een terugkerende rol als Sarah Owens in de serie Melrose Place, een personage dat vervolgens een van de hoofdpersonages werd in de spin-off Models, Inc.
In de jaren negentig speelde ze ook in een aantal televisiefilms. In 2011, na een pauze van tien jaar om te trouwen en een gezin te stichten, speelde Rae in de kortfilm Swordbearer. Twee jaar later speelde ze in een andere kortfilm, Fluffy 1947.